# Campionatul European de Șah feminin din 2005

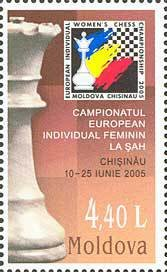
Marcă poștală

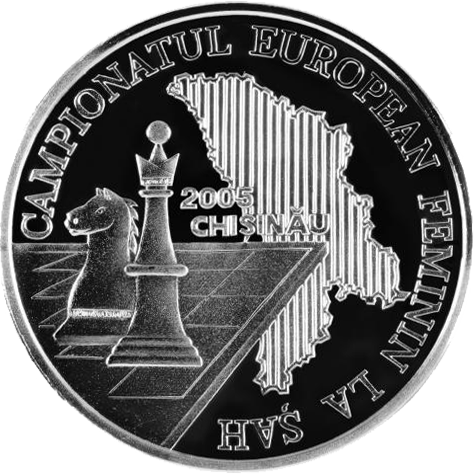
Monedă comemorativă

A 6-a ediție a Campionatului European de Șah feminin s-a desfășurat între 10 și 25 iunie 2005 la Chișinău. Republica Moldova a găzduit pentru prima oară un campionat european de șah. Meciurile au avut loc la Palatul Republicii în perioada 11 - 24 iunie. Au participat 164 de șahiste. Ucraineancă Katerîna Lahno a câștigat titlul după ce a învins-o pe Nadejda Kosințeva în tie-break.
Au fost jucate 12 runde în sistemul elvețian. Jucătoarele au avut timp de 90 de minute în fiecare meci, ce a fost prelungit cu încă 15 de minute după a 40-a mutare. În plus a existat un increment de 30 de secunde per mutare. Meciurile de tie-break au fost jucate pentru a determina primele șase locuri. Au fost distribuite premii în bani în valoare totală de 44 000 de US$. Cele mai bune 25 de jucătoare au primit un premiu de cel puțin 600 de US$, iar câștigătoarea a primit 7000 de US$. De asemenea, au existat premii speciale în patru categorii: cea mai bună jucătoare sub ELO 2300 (800 US$), cea mai bună jucătoare sub ELO 2200 (700 US$), cea mai bună jucătoare sub ELO 2100 (600 US$) și cea mai bună performanță din turneu (500 US$).
Banca Națională a Moldovei a pus în circulație o moneda comemorativă de 10 lei cu un tiraj de 500 exemplare. Poșta Moldovei a emis o marcă poștală.

## Clasament
| Loc   | Participant            | ELO  | Pct. | BT 1 | BUC  |
| ----- | ---------------------- | ---- | ---- | ---- | ---- |
| 1     | Katerîna Lahno         | 2467 | 9,0  | 77,0 | 92,0 |
| 2     | Nadejda Kosințeva      | 2459 | 9,0  | 72,0 | 86,5 |
| 3     | Yelena Dembo           | 2402 | 8,5  | 66,0 | 80,0 |
| 4     | Silvia Collas          | 2381 | 8,5  | 70,0 | 83,0 |
| 5     | Elena Zaiaț            | 2398 | 8,5  | 73,0 | 87,0 |
| 6     | Elina Danielian        | 2415 | 8,5  | 68,5 | 82,5 |
| 7     | Nino Hurtsidze         | 2418 | 8    | 75,0 | 89,5 |
| 8     | Ketevan Arahamia-Grant | 2452 | 8    | 73,0 | 87,5 |
| 9     | Lilit Mkrtchian        | 2400 | 8    | 71,0 | 85,0 |
| 10    | Tatiana Kononenko      | 2416 | 8,0  | 70,0 | 83,5 |
| 11    | Peng Zhaoqin           | 2392 | 8,0  | 69,5 | 83,5 |
| 12    | Jovanka Houska         | 2334 | 8,0  | 69,0 | 81,0 |
| 13    | Iweta Radziewicz       | 2457 | 8,0  | 69,0 | 81,0 |
| 14    | Svetlana Matveeva      | 2364 | 8,0  | 66,0 | 70,0 |
| 15    | Elisabeth Pähtz        | 2407 | 8,0  | 64,5 | 69,0 |
| 16    | Maka Purtseladze       | 2311 | 8,0  | 66,5 | 79,5 |
| 17    | Monika Soćko           | 2464 | 8,0  | 64,5 | 77,5 |
| 18    | Marie Sebag            | 2417 | 8,0  | 64,5 | 76,0 |
| 19    | Marta Zielińska        | 2419 | 8,0  | 64,0 | 76,5 |
| 20    | Viktorija Čmilytė      | 2360 | 7,5  | 74,0 | 89,0 |
| 21    | Tatiana Kosințeva      | 2486 | 7,5  | 72,5 | 86,5 |
| 22    | Lela Javahișvili       | 2430 | 7,5  | 71,5 | 86,5 |
| 23    | Irina Vasilevici       | 2347 | 7,5  | 71,5 | 85,5 |
| 24    | Evghenia Ovod          | 2305 | 7,5  | 69,5 | 83,0 |
| 25    | Natalia Zdebskaia      | 2344 | 7,5  | 69,5 | 83,0 |
| [...] |                        |      |      |      |      |
| 29    | Cristina-Adela Foișor  | 2406 | 7,5  | 66,0 | 78,0 |
| 57    | Corina Peptan          | 2435 | 6,5  | 67,5 | 82,0 |
| 62    | Irina Ionescu          | 2252 | 6,5  | 64,5 | 76,5 |
| 75    | Svetlana Petrenco      | 2348 | 6,0  | 66,5 | 79,5 |
| 78    | Anja Susterman         | 2250 | 6,0  | 62,5 | 75,0 |
| 80    | Adina-Maria Bogza      | 2297 | 6,0  | 60,5 | 73,0 |
| 82    | Iozefina Păuleț        | 2051 | 6,0  | 60,0 | 71,5 |
| 91    | Carolina Smochina      | 2307 | 6,0  | 56,5 | 68,0 |
| 94    | Ana-Cristina Calotescu | 2268 | 6,0  | 55,0 | 67,0 |
| 96    | Iulia-Ionela Ionică    | 2245 | 6,0  | 54,5 | 65,0 |

## Legături externe
- Materiale media legate de Campionatul European de Șah feminin din 2005 la Wikimedia Commons
- European Individual Women’s Chess Championship, site web oficial
- Toate rezultatele la chess-results.com
- Toate rezultatele la theweekinchess.com